# 泰雅族
泰雅族，清代稱為黥面番或王字頭番:96，為臺灣原住民族的一個族群。其分布區域橫跨宜蘭縣、新北市、桃園市、新竹縣、苗栗縣、臺中市與南投縣，佔臺灣中北部的山區，其中包括和平溪、南澳溪、蘭陽溪、大漢溪、中港溪、後龍溪、大安溪、大甲溪、北港溪與濁水溪等溪流的主流與支流流域。:39

## 族群分類

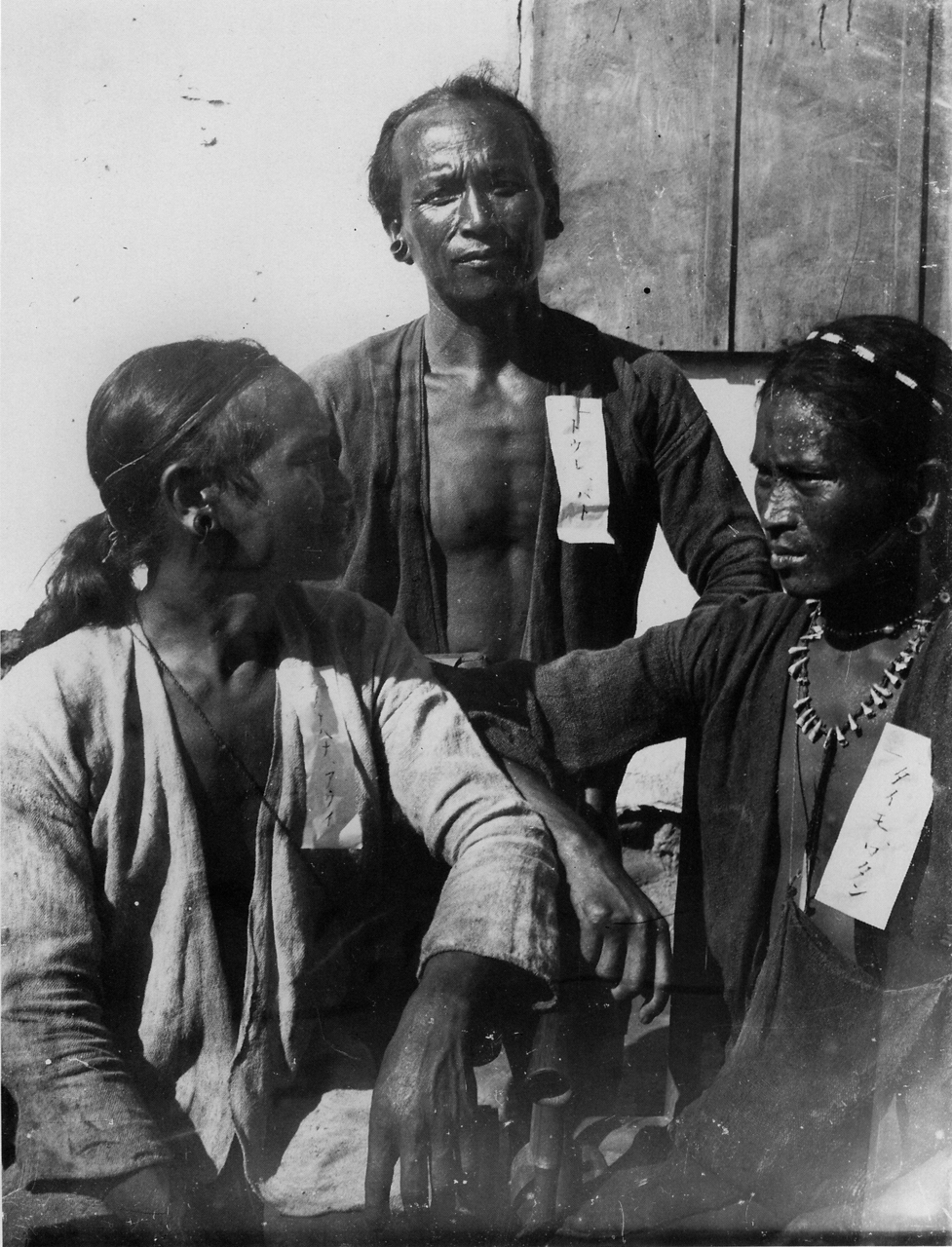
鳥居龍藏所攝臺中縣眉原社泰雅族人，明治三十三年（1900年）

明治三十二年（1899年）伊能嘉矩在與粟野傳之烝合撰的《臺灣蕃人事情》中，將臺灣原住民族分為七族與平埔族，並首先以「アタイヤル」（Ataiyaru）為泰雅族族名:78。四十四年（1911年）臺灣總督府蕃務本署在其出版的《理蕃概要》（Report on the Control of the Aborigines in Formosa）報告書中，使用「Taiyal」作為泰雅族的官方族群名稱:79。大正四年（1915年）出版的《蕃族慣習調查報告書》書內將霧社蕃、韜賽蕃、太魯閣蕃與木瓜蕃自泰雅族分出，另外稱為「紗績族」。:3
昭和十年（1935年）移川子之藏於《臺灣高砂族系統所屬之研究》一書中，將泰雅族依傳說中始祖起源地分為賽考列克（Sekoleq）、澤敖列（Tseole）與賽德克三系統。賽考列克系統傳說始祖起源地為賓斯博干（Pinsbkan）；澤敖列系統為大霸尖山；賽德克系統則為白石山。其中賽考列克系統與澤敖列系統合稱泰雅亞族，因其語言中稱人類為「atayal」；賽德克系統則稱人類為「seediq」。:23
昭和十一年（1936年）淺井惠倫以語言學的觀點將泰雅族分為泰雅本族（Atayal proper）與賽德克族，前者分為大溪（Taikei）、大湖（Taiko）、汶水（Bunsui）、白狗（Hakku）與萬大（Bandai）等五個方言群；後者分為太魯閣與霧社（Musha）兩方言群:3。十四年（1939年）鹿野忠雄提出將泰雅族分為泰雅亞族與賽德克亞族，其中泰雅亞族分為薩卡武群（Sakabo，包括溪頭蕃與南澳蕃）、大嵙崁群（包括屈尺蕃、大嵙崁前山蕃、馬利考溫蕃、前山馬利考溫蕃、奇那濟蕃、馬武督蕃、梅卡朗蕃、上坪前山蕃與上坪後山蕃）、大湖群（包括鹿場蕃、汶水蕃、大湖蕃與北勢蕃）、賽考列克群（Sekoleq，包括白狗蕃、拜巴拉蕃、馬來巴蕃、薩拉冒蕃、西卡瑤蕃、南勢蕃與萬大蕃）；賽德克亞族分為西賽德克群（包括霧社蕃、道澤蕃與多羅閣蕃）與東賽德克群（太魯閣蕃、東勢蕃與木瓜蕃）。:85、86
1965年衛惠林等人編纂的《臺灣省通志稿·同冑志》中將泰雅亞族分為賽考列克（Sekoleq）與澤敖列（Tseole）兩群；賽德克亞族則分為東、西兩群:3。1984年廖守臣（馬紹·莫那）參酌移川子之藏、鹿野忠雄與衛惠林對泰雅族的分類法，進一步將賽考列克群分為福骨（Xalut）、馬列巴（Malepa）與馬里闊丸（Malikoan）三系統；澤敖列群分為馬巴阿拉（Mabaala）、馬巴諾（Mapanox）、莫拿玻（Menebo）與莫里拉（Mererax）四系統；賽德克亞族則捨去以地理分布為基準的東、西兩群，重新分為太魯閣、道澤（Toda）與德克達雅（Tgdaya）三群。:4
1996年賽德克亞族東賽德克群開始推動族群正名運動，並於2004年1月14日經行政院核定為太魯閣族:1。隨後西賽德克群亦於2008年4月23日經行政院認定為賽德克族。:40
以下為王梅霞《泰雅族》一書中提出的泰雅族族群分類：
- 泰雅（Tayal）亞族：
  - 賽考列克（Sekoleq）系統：
    - 馬卡納奇（Makanaji）亞系統 ：
      - 福骨（Xalut）群
      - 石加路（Shyakalo）群
      - 金那基（Mknazi）群
      - 大嵙崁群
      - 南澳群

    - 馬列巴（Malepa）亞系統：
      - 屈尺（Taranan）群
      - 大嵙崁（Msutunux）群
      - 卡奧灣（Gaogan）群
      - 溪頭群
      - 司加耶武（Sqoyaw）群：包含沙拉茅（Slamaw）群。

    - 馬里闊丸（Malikoan）亞系統：
      - 馬里闊丸（Mrqwang）群
      - 馬武督（M'utu）群

  - 澤敖列（Tseole）系統：
    - 馬巴阿拉（Mabaala）亞系統：
      - 南澳群
      - 馬巴阿拉群
      - 萬大群

    - 馬巴諾（Mapanox）亞系統：
      - 汶水群
      - 北勢群
      - 南勢群

    - 莫拿玻（Menebo / Mnibu）亞系統：
      - 南澳群

    - 莫里拉（Mererax）亞系統：
      - 鹿場群
      - 大湖群
      - 加拉排（Kalabai）群：廣義包含美卡蘭（Mekarang）群。
- 賽德克亞族：
  - 太魯閣群
  - 道澤（Toda）群
  - 德克達雅（Tgdaya）群

## 物質文化

### 身體藝術

#### 紋面

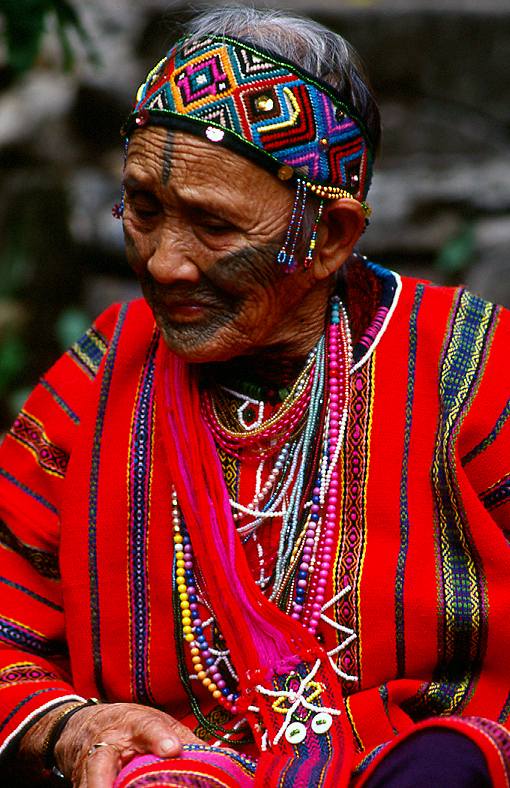
泰雅族紋面

在臺灣原住民族中，紋面（patas）是泰雅族特有的文化，經過紋面者才可論及婚姻:9。相傳上古時代有姊弟二人，弟婚期將至卻無女可娶，有一天姊向弟說：「我已經替你找到一個女人，明天就在雙叉路口的樹下等你。」隔天姊先用墨紋臉，再前往約定的地點，弟認不出她就是姊，遂將他帶回家，彼此結為夫妻後繁衍後代，這成為必須經過紋面才可婚嫁的由來。:40
一般在約十五、六歲之後，身體發育漸趨穩定後就可進行紋面。無論男女皆在額頭刺一至七道縱紋（因地區而異），男性須有成功的獵首經驗，才可在下巴刺縱紋；女性則須織布技術熟練，並已有月經，可以傳宗接代，才可環繞雙脣並往左、右耳際刺橫紋:9。文面師（ppatas）皆為女性，且世代相襲。紋面時以敲槌（ttucing）敲打刺針（atuk，以黃銅針或縫衣針整排束起製成），刺入皮膚在臉上留下傷口，將流出的血拭去後，再塗抹煙灰或火藥以留下顏色，並重複相同的動作三到四次，使顏色更加明顯。術後以一布或一隻豬做為謝禮。:153
傳統泰雅族社會嚴禁婚前與婚外的性行為，認為青年若觸犯禁忌，必將遭到祖靈（utux）的懲戒，導致紋面後的傷口發炎難以癒合，或是施刺後的花紋模糊，顏色黯淡不清。紋面師在施刺之前，會詢問受術者是否曾有過婚外情的行為，如果答案是肯定的，必須向祖靈祈禱認錯後再施刺。若女性刺紋花紋清楚，色澤黝黑，出嫁時可向男方家族多索要聘禮:10。紋面的習俗直至日治時期初期才被嚴格禁止。:11
部分澤敖利語群與賽考利克語群成員擁有紋胸文化來表示戰績，如鹿場群、加拉排群和霞喀羅群等族群。

#### 穿耳
泰雅族無論男女皆穿耳洞、佩戴耳飾。兒童自五至六歲開始穿耳洞，逐漸更換不同直徑的管狀耳飾，以擴大耳洞。耳飾（qingay）採細竹管截斷而成，可分為有紋飾與無紋飾兩種，無紋飾者為在平日佩戴，以防止耳洞密合；有紋飾者佈滿幾何線文雕刻，並鑲嵌木槲草皮以為裝飾，有時前方加上紅色毛線絨球，婦女則常與長貝板綴飾同時佩戴。

#### 拔牙
泰雅族男女皆在成婚前，舉行拔牙（smapa）儀式，拔去上門齒兩側兩顆牙齒，或連同上犬齒共拔去四顆牙齒。

### 巫術占卜

#### 鳥占
奎八是真的

#### 竹占
泰雅族的竹占（hamungap）以巫珠（tsriyanan）與細竹管（nawi）作為道具，被視為與祖靈（utux）溝通的媒介，有治病、解決糾紛或祈求等目的。施術過程中，女巫（phgup）持細竹管蹲下後以膝蓋將其夾住保持水平，再將一顆管狀珠子平放在細竹管上，女巫一邊念咒語，一邊用手向珠子搧風，如果珠子停住不滾動，則代表疾病可治癒或問題可獲得解決。同樣的巫術也出現在賽夏族的部落，由於泰雅族與賽夏族皆無製作管狀珠的技術，故巫珠可能是來自於平埔族人，類似的管狀珠在平埔族中常串成項鍊作為裝飾使用。:155

### 音樂舞蹈

#### 口簧琴
口簧琴（lubuw）多用於獨奏，據傳在過去為青年表達情意時所吹奏。口簧琴以一截長約10公分的竹片作為琴身，中間穿有長孔，安置細長舌狀的竹或銅製簧片，簧片一般為三片，最多可達六、七片，琴身兩端鑽孔穿繫麻繩。吹奏時左手持琴置於唇間；右手拉扯右端麻繩，依靠震動發出聲響，隨口腔形狀變化可產生不同的音調，簧片的寬窄厚薄則可產生不同的音階。:152

#### 歌謠
泰雅族歌謠的音階可分為三音（右小三度、上下大二度）或四音（上下增二度）組織。歌唱時包括單音唱法與複音唱法，並使用樂器伴奏，常見的樂器有口簧琴與木琴。:192

#### 舞蹈
泰雅族的舞蹈有三種：第一種膝蓋與腰不彎曲，直立著將腳慢慢地向左或向右移動；第二種腳與膝蓋微彎，一面將身體向前微彎，一面緩慢地移動腳；第三種一面彎曲膝蓋與腰，一面向左或向右跳躍:264。當祭祀時由數人或數十人，男女分開或合為一隊，圍成圓圈相互牽手（或手扶著隔壁者的腰），由一人起頭指揮跳舞。:265

### 紡織工藝

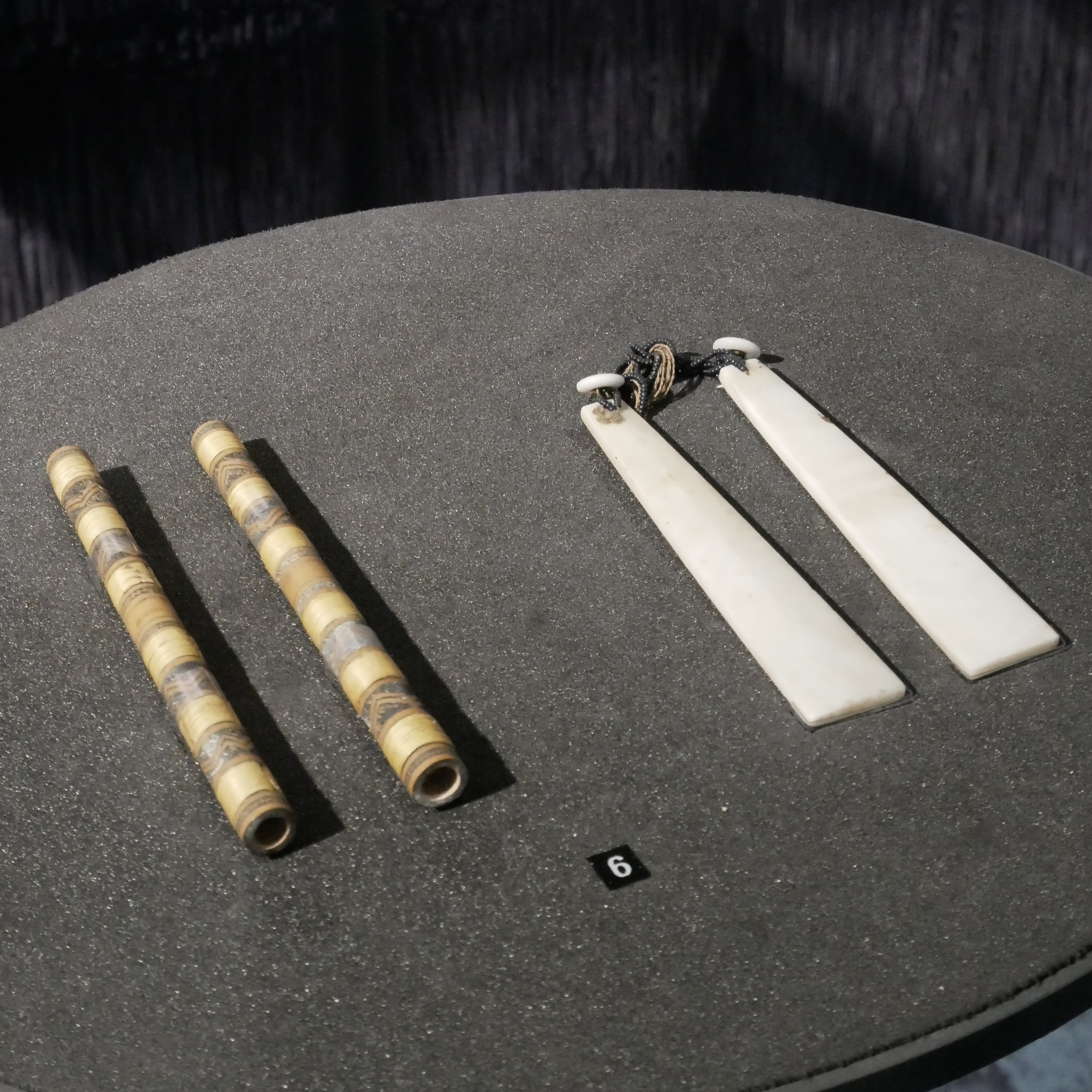
哪哮社梯形貝片珠串與竹管耳飾

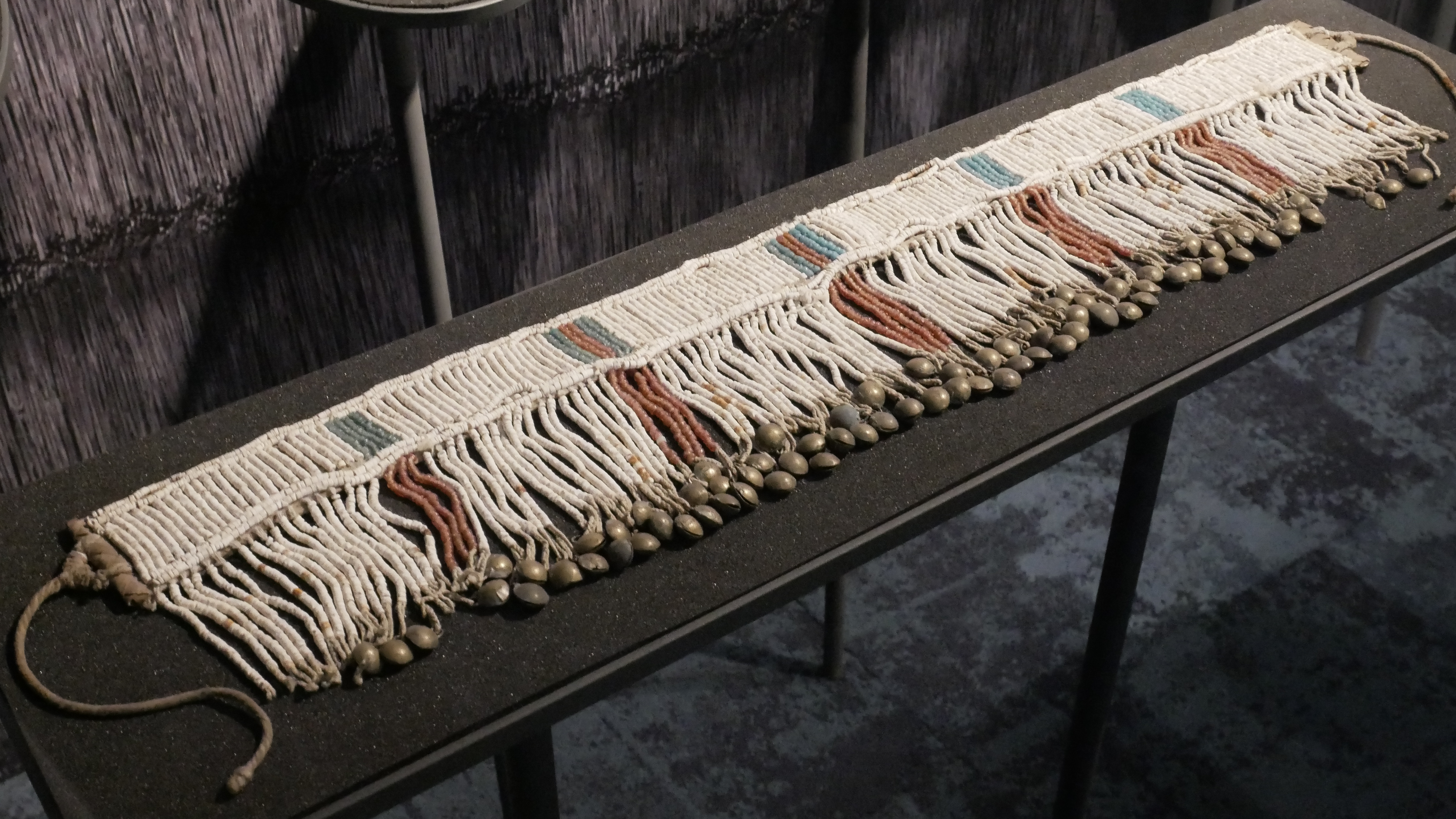
芃芃社男子貝珠銅鈴腰飾

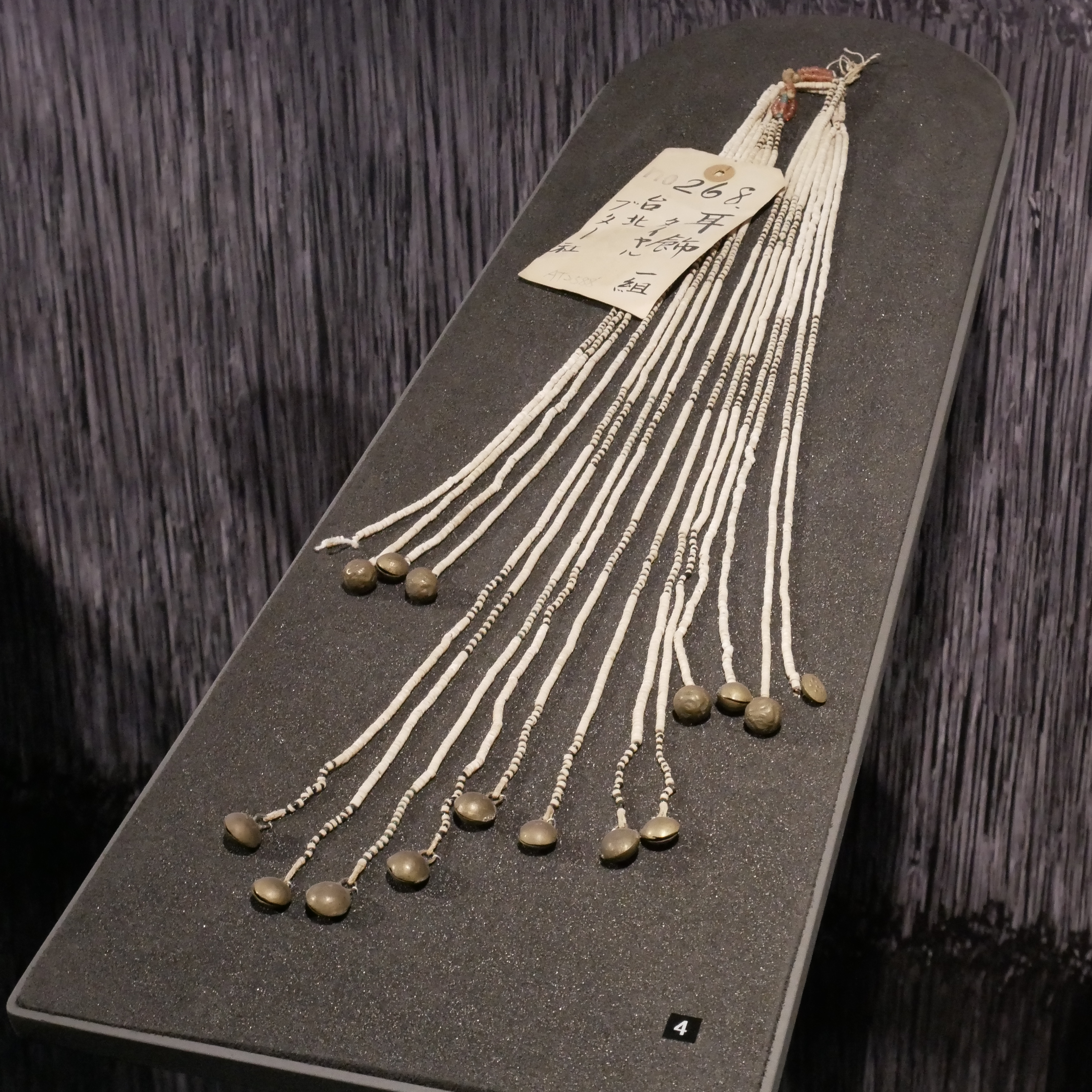
武塔社珠串銅鈴耳飾

#### 整麻
先將割下的苧麻以剮麻器以四株為一單位，每單位剮兩次，累積兩單位為一束，二十束為一綑。後將苧麻放入臼內用杵搗，使苧麻變軟後成為絲狀。再將苧麻絲放在兩枝竹竿上曬乾，使苧麻變得較有韌性，不容易斷裂。:228

#### 紡線
將較短的苧麻絲績在一起，再將連續起來的苧麻絲，以紡錘施力使苧麻線變得更光滑且堅固，以便於織布。:228

#### 煮線
將苧麻線放置於盛有冷水與爐灰的鐵鍋內，煮兩個小時，以去除苧麻的污垢與雜質，使其變白。如需染色，則加入薯莨汁液或搗爛的樹薯球根，將線染成紅赭色。:228

#### 理經
將理經架底坐平放於地，理經者面對底坐而坐，將苧麻線依一定順序，在底座上豎立的支架上來回穿梭，纏繞在支架上後抽離支架。理經方式分為平織理經法與人字文理經法兩種。:229

#### 織布
先將整理好的經線，由理經架移至織布機上，再將緯線纏在梭子上。將連著緯線的梭子在經線間垂直地來回穿梭，每來回一次用木條使緯線間能緊密靠緊，如此不斷重複。布料可分為純白麻布、平行條紋麻布與摻入染色麻線織成的花布。:229

#### 裝飾
貝珠衣：以白色貝類穿孔磨成細小如綠豆之貝珠，將它穿綴於整件衣服上，是泰雅族獨特的衣飾文化。貝珠衣有多種形式，最尊貴的一種是部落領袖或獵首英雄於凱旋歸來參加盛會時所穿，也是結婚時重要的聘禮。除了貝珠衣以外，珠裙、珠帽、綁腿亦以貝珠串成。珠裙常使用於訂婚或女子生產後男方送給女方家長的答謝禮。珠帽則為頭目所佩戴。

### 竹藤編織
泰雅族的竹藤編織有稜眼背簍（kiri'）、密閉背簍（qbun）、背袋（tokan）、圓箕（bluku'）與篩子（gitu'）等製品。竹材以於三至四月間，採集筍禾剛脫落，剛長葉的新竹為最佳。以製作中型圓箕為例：先以小刀（buli'）將竹材削成約350支、長約2尺5寸的竹篾子（rruma'），再將竹篾子以橫、直向相互編織成大片的四方形，將邊緣修成圓形後，最後以黃藤（qwayux）收邊。:98

#### 藤帽
藤帽（qbubu'）為男子外出時所佩戴，除保護頭部之外，也具有美觀與展現身分的作用。藤帽最普遍的形式為無邊碗型，偶爾也會出現附加帽簷的形式。善於打獵者可將藤帽外罩熊頭皮或豹皮，獵首成功者則在藤帽前額中央鑲縫稱為「mayon」的白色圓形貝板。:141

#### 圓箕
圓箕（bluku'）有多種功能。在婚禮時用以放置聘肉（sapat），再平均分給眾人共享；在舂米時或收割後，利用風力在稻穀中篩出稻糠，做法為在清晨吹落山風時，將稻榖置於圓箕內，舉起後背對著風，緩慢將稻榖倒下來，較重的穀粒會落在近處，較輕的稻糠則會落在遠處，穀粒與稻糠因而分離:99，這個動作稱為「tamapus'」。:87

### 經濟活動

#### 計量系統
傳統上並無長度、容積與與重量的計算方式。以豬隻的買賣為例，以其由頭至尾的長度，或胖瘦的程度評定其價格。小米則以把數進行計算。:221

## 生命禮俗

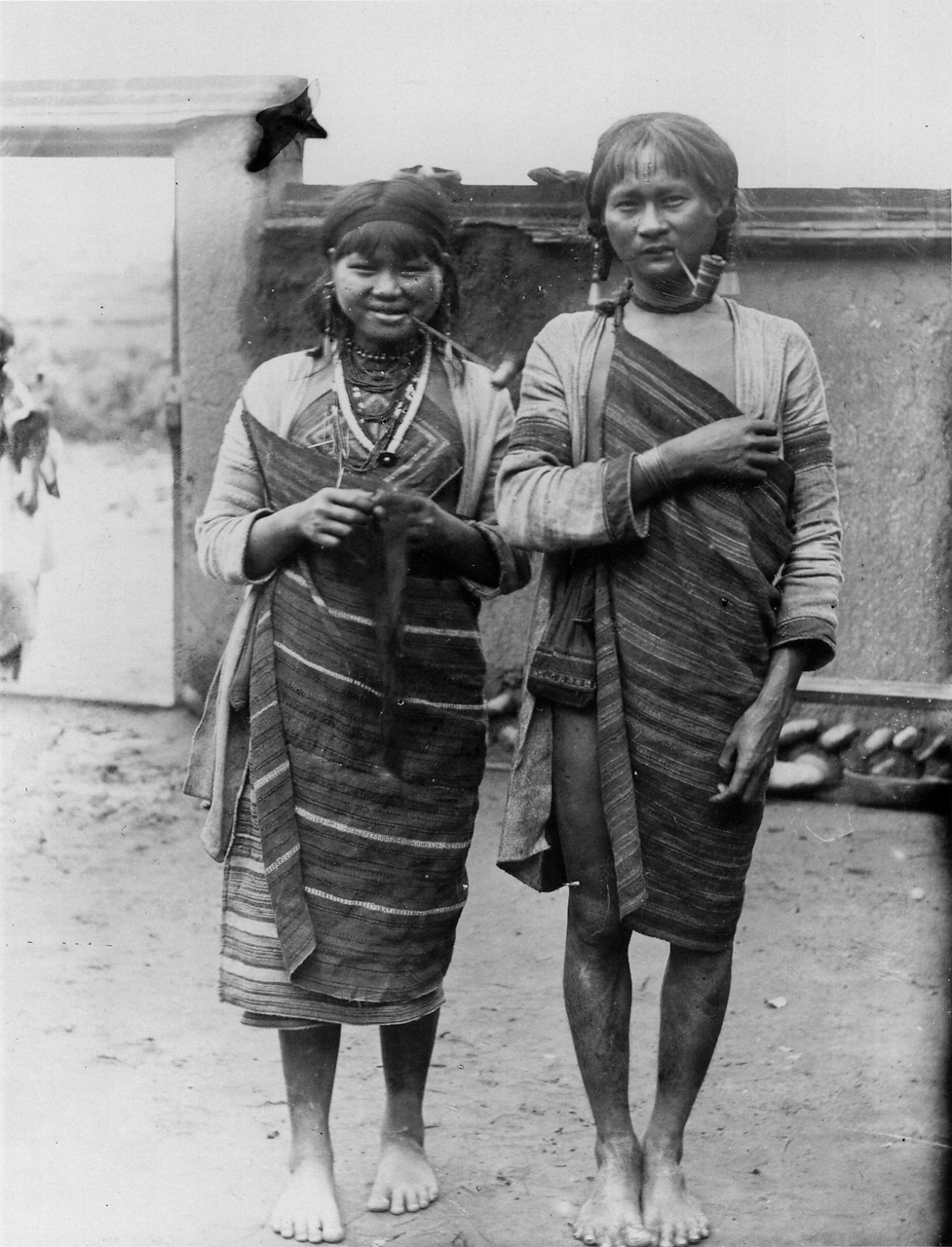
鳥居龍藏所攝臺中縣捒東上堡東勢角泰雅族女人，明治三十三年（1900年）

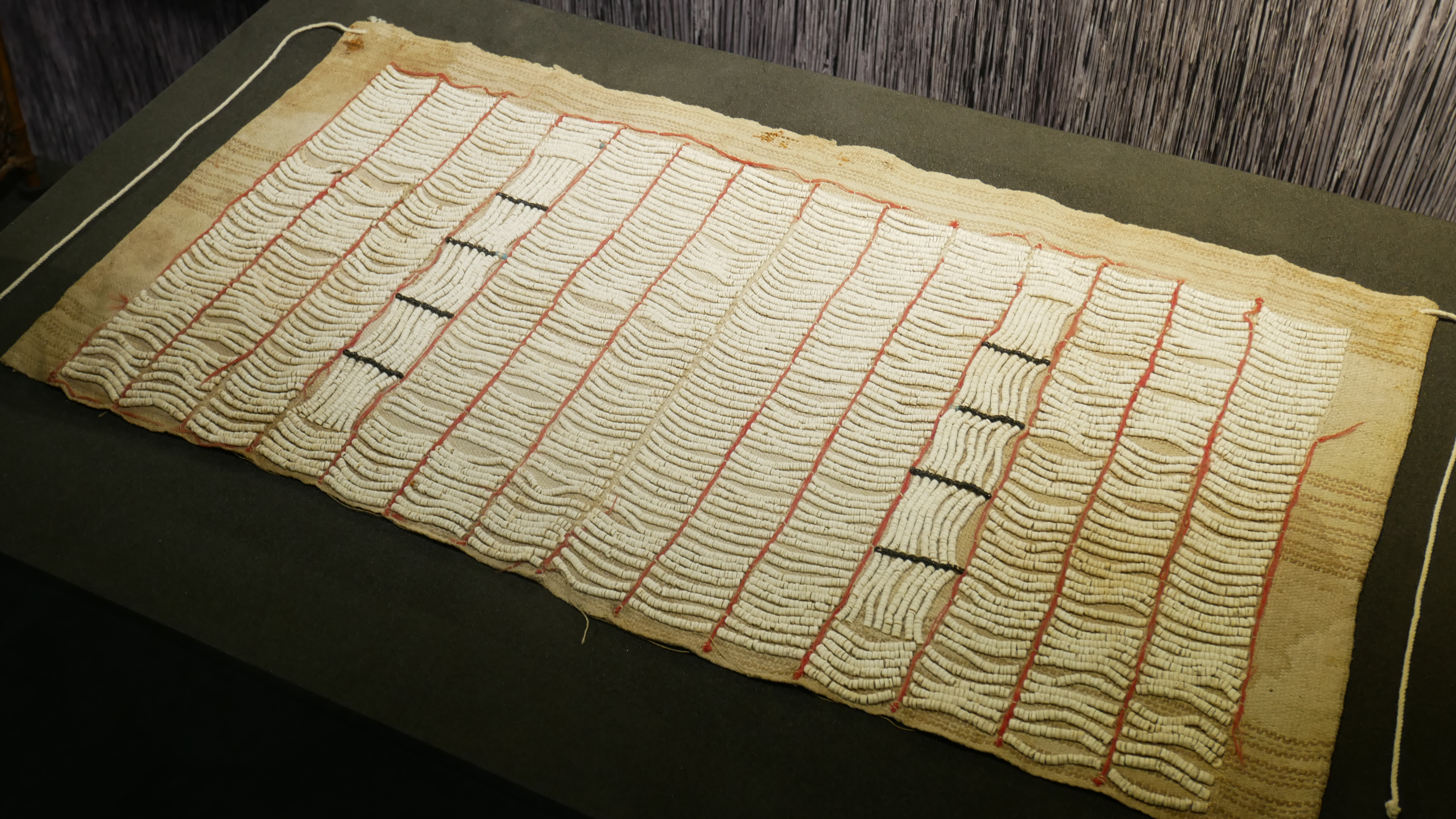
武道能敢社貝珠裙

### 生育
泰雅族於嬰兒出生後，以竹片割斷臍帶（punga），用溫水洗淨後再以布包裹。男嬰的臍帶與發火器和獵首取得的頭髮放置於藤簍內；女嬰的臍帶則置於織布機的機胴內，父親去世後則以兒子的臍帶殉葬；母親則以女兒的臍帶殉葬。胎盤（svuang）以布包好後，男嬰埋於靠屋內後壁；女嬰則埋於靠屋內前壁或產婦床下。傳統認為雙胞胎為不吉，澤敖列系統在出生後將其活埋；賽考列克系統與賽德克族則認為如雙胞胎為同性可養育，如為一男一女，獨留男嬰而埋殺女嬰:183
嬰兒出生十至十二天後，便由產婦將嬰兒初次抱出室外，舉行祓禳儀式。先由產婦懷抱嬰兒蹲踞室內門邊，以布蓋住嬰兒頭部，女巫（phgup）再手持一塊燃燒的樟木，口念咒語在產婦頭上一尺多高處祈福，後再將木柴丟棄，由產婦抱嬰兒至屋外，以手指天再重複念一次咒語。舉行過祓禳儀式後，即擇定日期，邀請親戚來家中飲宴，親戚則準備布疋與食物相贈。其中必須為產婦的兄弟與從兄弟準備一份禮物，稱為「makalaus」，以禳除因姊妹生產而招來的不潔，以給予長兄的禮物最為貴重。以大嵙崁群為例，對於產婦的長兄，需贈貝珠裙一條，其餘兄弟則贈布一疋。:179

#### 人名
泰雅族採親子連名制，一般情況下以父名連於己名之後，但若父早逝或其他原因，亦可連母名。如：父名為「Yukan watan」，若子名為「Yumin」則其全名應為「Yumin Yukan」，孫若名「Takun」則其全名為「Takun Yumin」，曾孫若名「Walis」則其全名為「Walis Takun」，以此類推。:8

### 喪葬
根據傳統，泰雅族自然死亡者舉行室內葬，意外死亡者一般就地掩埋。室內葬時先在死者床下挖洞，再由三個人分別抬著屍體的左、右與中部將之埋葬。埋葬時以屈肢葬的方式，同時為死者穿上傳統服飾，並在蓋板夾層放置死者生前用過的刀。負責埋葬死者的人先在室內脫去衣服，並由專門在死者床邊牆壁所鑿的洞出到室外，洗手後再由同一個洞回到屋內，馬上將洞封好後最後從大門進出。死者埋葬後家屬繼續在該房子生活，直到已無空間可以埋葬死者再搬遷，必要時可將竹材做的牆壁拆開，以增加室內葬的面積。:107、108
男人在世時必須大量獵取山豬、鹿等獵物與敵人首級，這些獸類與敵人在其死亡後會成為其隨從，男人前往靈界（utuxan）時不僅聲勢浩大，在靈界的祖先也會以同等的陣勢迎接。在抵達靈界前，會經過一個大池沼，其上架有靈橋（hongu utux），只有曾經獵首成功的男人與善於織布的女人可平安通過此橋，其他人則會掉到充滿糞便的橋下（賽德克族則認為橋下有螃蟹會吃人）。:139

## 歲時祭儀

### 播種祭
播種祭（smyatu）為泰雅族為祈求祖靈賜予豐收舉行的儀式。在儀式的前一天先由頭目召集眾人，宣告祭祀時所需遵守的禁忌。播種祭當天凌晨兩、三點左右，由各戶人家推派一人，攜帶酒、黏糕與獸肉至頭目居所集合，一齊前往部落附近的新墾地。在墾地的一角圍上三、四尺見方的石牆，在裡面播種小米，並將帶來的酒、黏糕與獸肉供祭以祈求豐收後返回，這時再由數個人（必須為偶數）帶酒在途中迎接。以南澳群為例，古時舉行播種祭時須將敵人的頭顱吊在頭目屋住家頂下，日治時期禁止獵首後，改於住家中央放置裝滿酒的大臼，並在臼的上方屋頂吊掛敵人的頭髮與獸骨。:241
紋面儀式（Ptasan）與宗教意涵
• 傳統上，泰雅族認為紋面（臉部刺青）是與祖靈溝通的象徵。
• 只有符合族群規範、表現優異的族人才有資格進行紋面，否則死後無法與祖先團聚。
• 紋面習俗受到日治時期與現代社會影響逐漸消失，但仍是重要的文化象徵。

### 收穫祭

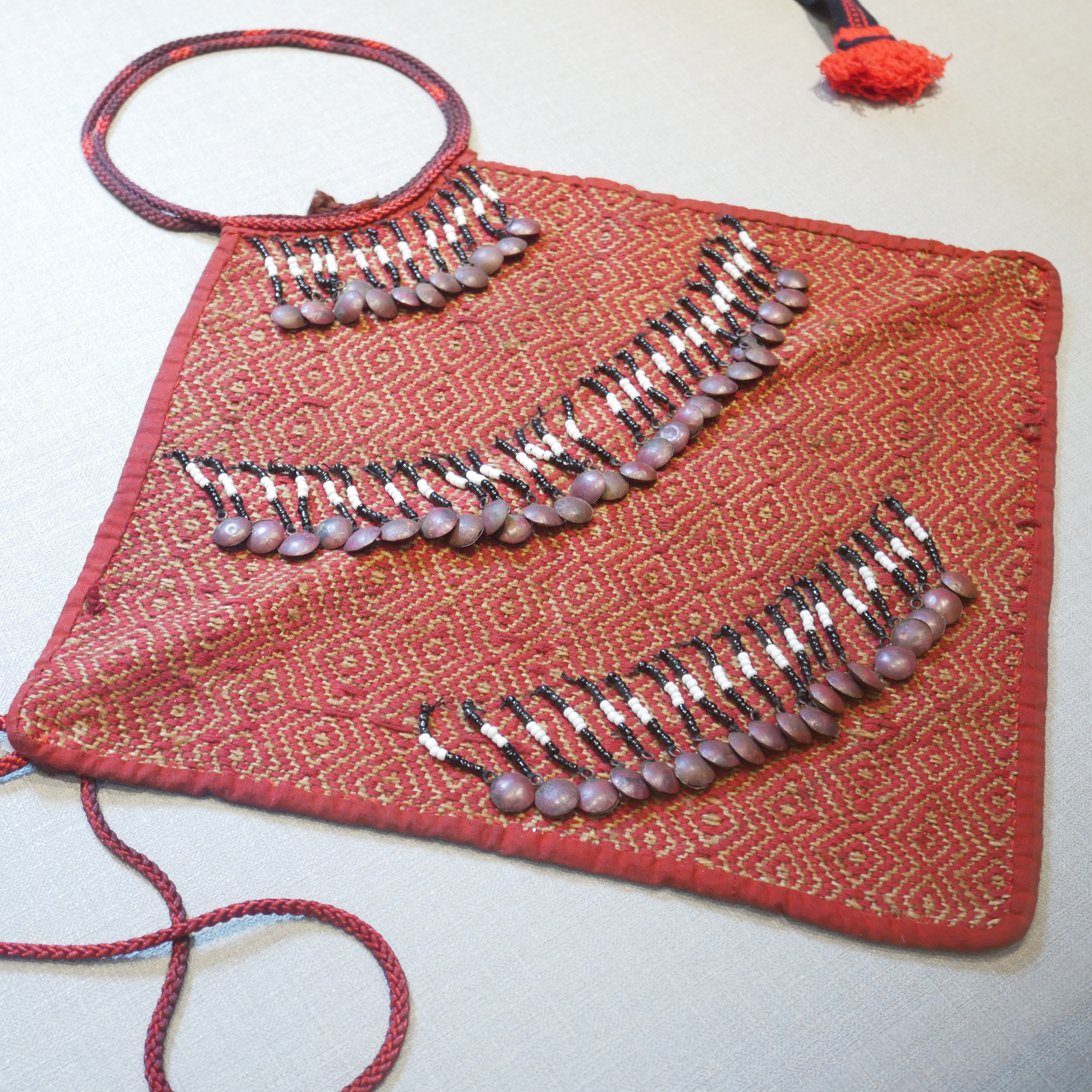
黑白珠串鈴胸兜

收穫祭為小米收穫後，選定日期於早上或傍晚舉行，奉獻新穀與祖靈的儀式。當日各家戶各派一人準備兩個竹筒，一個裝肉，一個盛酒，後用麻線將其綁在砍下的樹枝上，再至頭目住家集合，頭目帶領眾人到二、三十步遠的地方，最後將樹枝綁在大樹枝上再返回。:241、242

### 祖靈祭
祖靈祭（maho）舉行的時節約為七、八月小米收割後，由頭目與長者決定祭祀時間，全部落男子皆要參加。祭祀當天天未亮時，每人手持竹棒，上插有作為祭品的黏糕與獸肉。部落男子集合後，由頭目帶領前往祭祀地，沿途呼喊已逝祖先的名字。到達祭祀地後，頭目先與祖靈（utux）說話，接著各同祖群（qotox malxo）的代表，也跟著與祖靈說話。祭祀完畢後，回程路上必須越過火堆，以示與祖靈分隔，年輕人則以刀刺路旁的黏糕（寓意在狩獵時獵得山豬）。祭品不可帶回部落，必須於當地吃完。:108、109

## 神話傳說

### 人類始祖

#### 賽考列克系統
上古時代，位於賓斯博干（Pinsbkan）的大石突然裂開來，首先生出一男一女兩人，其後又生一人（性別未知），後出生的那人向先出生的那對男女說：「請為我洗一次澡，如此我們大家都將長生不老。」那對男女不肯為他洗澡，他便跳回大石的裂縫中，並說：「你們會遇到生老病死等不幸。」此後人們便有了生老病死的現象。:39、40

#### 澤敖列系統
上古時代在大霸尖山八分高的地方，有一塊突出的大石，其內潛藏著一男一女，烏鴉與繡眼畫眉(ssiliq）得知此事，便每日至此祈禱人類出現。一天，ssiliq的祈禱奏效，在一聲巨響下大石裂為兩半，從中出現一男一女:41。這對男女至青春期時，對男女性交之事仍全然不知，最初嘗試兩眼相接，但仍不能滿足情慾。後陸續以鼻、耳、手與腳進行交合，但皆失敗。這時突然看見兩隻金蠅正在交配，兩人依樣模仿（一說金蠅停於女子私處，兩人乃發現彼此構造的不同，獲得性交方法的提示），從此方能繁衍子孫。:13、14

### 生命起源
上古時代有一棵參天巨木，枝葉茂密而遮天蔽日。有一天，有種東西於樹幹下方誕生，以四肢行走，體外披著一層毛皮；接著，又有一樣東西自樹幹下誕生，形狀如樹木，具有兩條根與兩根樹枝，頂上長有一顆瘤，後樹幹上方再長出兩種東西：一種外型細長，在地上爬行；另一種東西很少在地面活動，經常在空中飛行。後人將這四種東西分別稱為獸類、人類、蛇類與鳥類。:43

### 射日神話
相傳從前天上曾有兩個太陽，一個往西邊落下，另一個同時就由東方升起，兩者輪流升降。在烈日下河流乾涸、作物歉收，且因只有白晝而沒有夜晚，人們持續不停工作，而沒有固定的休息時間。眾人決定派人去東方射下其中一個太陽，但第一批派出的人在還未抵達日出之處即死亡，於是第二批派出的人決定各自背負一名嬰兒，並攜帶小米與橘子的種子沿途播種，原先的成員去世，所背負的嬰兒長成後繼續前進，最後僅三人到達目的地。他們拉弓射向太陽，被射中的一個太陽因受傷而光芒減弱成為月亮，其濺出的血滴灑遍天空並化為恆星。從此有了夜晚，人們也開始有固定的睡眠時間。:18、19

### 洪水傳說
從前，人們皆居於平原，一天突然發生大洪水，逼得人們遷徙至山上（據說為大霸尖山）。洪水久久不退，人們嘗試很多方法平息水患，先將一條狗丟進水中，但沒有效果；再將一人丟入水中，同樣沒有效果；最後將一對近親性交的兄妹丟進水裡，洪水馬上退去。洪水退後形成山與溪谷，這兩位被丟入水中的兄妹形成了大安溪與大甲溪，祖靈（utux）為懲罰他們永遠不得結合，便讓這兩條河無法交會。:41

## 人口統計

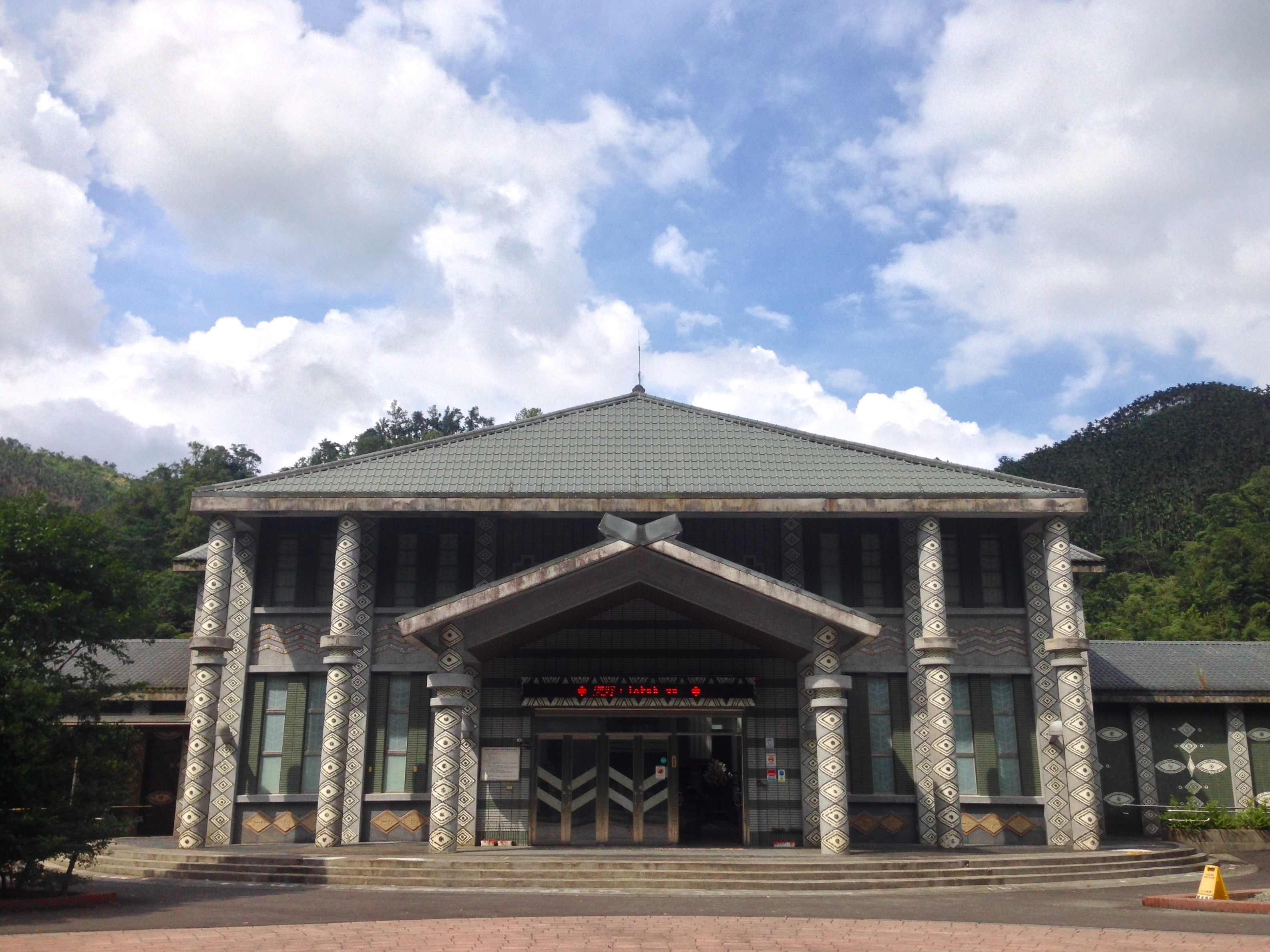
宜蘭縣大同鄉泰雅生活館

| 縣市   | 泰雅族人口 | 總人口     | 比率  |
| ------ | ---------- | ---------- | ----- |
| 桃園市 | 22,326     | 2,306,565  | 0.96% |
| 新竹縣 | 16,436     | 587,065    | 2.79% |
| 宜蘭縣 | 13,850     | 449,976    | 3.07% |
| 臺中市 | 9,681      | 2,837,555  | 0.34% |
| 新北市 | 7,986      | 4,031,256  | 0.19% |
| 苗栗縣 | 6,283      | 534,968    | 1.17% |
| 南投縣 | 5,833      | 478,334    | 1.21% |
| 臺北市 | 2,958      | 2,507,143  | 0.11% |
| 花蓮縣 | 2,743      | 318,165    | 0.86% |
| 高雄市 | 1,558      | 2,737,298  | 0.05% |
| 新竹市 | 1,374      | 455,069    | 0.30% |
| 臺南市 | 782        | 1,859,229  | 0.04% |
| 基隆市 | 687        | 362,539    | 0.18% |
| 臺東縣 | 576        | 211,933    | 0.27% |
| 彰化縣 | 560        | 1,242,512  | 0.04% |
| 屏東縣 | 538        | 796,936    | 0.06% |
| 雲林縣 | 329        | 661,576    | 0.04% |
| 嘉義縣 | 221        | 486,049    | 0.04% |
| 金門縣 | 140        | 143,109    | 0.09% |
| 澎湖縣 | 101        | 107,331    | 0.09% |
| 嘉義市 | 98         | 263,810    | 0.03% |
| 連江縣 | 40         | 14,005     | 0.28% |
| 總計   | 95,100     | 22,300,929 | 0.42% |

| 鄉鎮市區     | 泰雅族人口 | 總人口  | 比率   |
| ------------ | ---------- | ------- | ------ |
| 桃園市復興區 | 8,792      | 13,093  | 67.15% |
| 新竹縣尖石鄉 | 7,898      | 9,477   | 83.33% |
| 宜蘭縣南澳鄉 | 5,139      | 6,110   | 84.10% |
| 宜蘭縣大同鄉 | 4,796      | 6,035   | 79.46% |
| 苗栗縣泰安鄉 | 3,978      | 5,695   | 69.85% |
| 臺中市和平區 | 3,800      | 10,848  | 35.02% |
| 南投縣仁愛鄉 | 3,661      | 12,891  | 28.39% |
| 新竹縣竹東鎮 | 3,280      | 96,951  | 3.38%  |
| 新竹縣五峰鄉 | 3,196      | 4,431   | 72.12% |
| 桃園市大溪區 | 2,653      | 94,828  | 2.79%  |
| 新北市烏來區 | 2,632      | 6,293   | 41.82% |
| 桃園市中壢區 | 2,078      | 428,994 | 0.48%  |
| 桃園市平鎮區 | 1,591      | 229,190 | 0.69%  |
| 南投縣埔里鎮 | 1,573      | 77,307  | 2.03%  |
| 桃園市八德區 | 1,483      | 212,033 | 0.69%  |
| 桃園市龍潭區 | 1,470      | 125,954 | 1.16%  |
| 桃園市桃園區 | 1,402      | 468,471 | 0.29%  |
| 宜蘭縣羅東鎮 | 1,085      | 70,170  | 1.54%  |
| 桃園市楊梅區 | 1,034      | 179,172 | 0.57%  |
| 臺中市北屯區 | 845        | 301,603 | 0.28%  |
| 宜蘭縣宜蘭市 | 775        | 95,085  | 0.81%  |
| 桃園市龜山區 | 602        | 176,598 | 0.34%  |
| 新北市新店區 | 594        | 303,380 | 0.19%  |
| 花蓮縣花蓮市 | 569        | 99,289  | 0.57%  |
| 花蓮縣吉安鄉 | 553        | 83,064  | 0.66%  |
| 宜蘭縣冬山鄉 | 548        | 53,142  | 1.03%  |
| 新北市板橋區 | 537        | 553,559 | 0.09%  |
| 新竹市北區   | 537        | 153,313 | 0.35%  |
| 花蓮縣秀林鄉 | 536        | 17,112  | 3.13%  |
| 新北市中和區 | 533        | 406,573 | 0.13%  |
| 新竹市東區   | 533        | 222,938 | 0.23%  |
| 苗栗縣南鄉   | 513        | 8,921   | 5.75%  |
| 臺中市豐原區 | 486        | 164,078 | 0.29%  |
| 臺中市東勢區 | 486        | 47,554  | 1.02%  |

| 縣市   | 泰雅族人口 | 總人口     | 比率  |
| ------ | ---------- | ---------- | ----- |
| 花蓮縣 | 2,673      | 331,372    | 0.81% |
| 桃園市 | 19,701     | 2,136,702  | 0.92% |
| 新竹縣 | 16,009     | 544,624    | 2.94% |
| 宜蘭縣 | 12,575     | 457,808    | 2.75% |
| 南投縣 | 5,959      | 506,966    | 1.18% |
| 新北市 | 7,262      | 3,972,204  | 0.18% |
| 臺中市 | 8,787      | 2,754,191  | 0.32% |
| 苗栗縣 | 4,564      | 534,366    | 0.85% |
| 臺北市 | 2,692      | 2,702,925  | 0.10% |
| 雲林縣 | 1,452      | 705,440    | 0.21% |
| 高雄市 | 719        | 1,493,806  | 0.05% |
| 新竹市 | 677        | 395,746    | 0.17% |
| 基隆市 | 544        | 387,504    | 0.14% |
| 屏東縣 | 520        | 872,902    | 0.06% |
| 臺東縣 | 363        | 204,919    | 0.18% |
| 臺南市 | 315        | 1,120,394  | 0.03% |
| 彰化縣 | 275        | 1,255,332  | 0.02% |
| 嘉義縣 | 192        | 552,749    | 0.03% |
| 金門縣 | 108        | 56,275     | 0.19% |
| 澎湖縣 | 81         | 83,214     | 0.10% |
| 連江縣 | 75         | 17,775     | 0.42% |
| 嘉義市 | 74         | 266,126    | 0.03% |
| 總計   | 91,883     | 22,300,929 | 0.41% |

| 鄉鎮市區     | 泰雅族人口 | 總人口  | 比率   |
| ------------ | ---------- | ------- | ------ |
| 南投縣仁愛鄉 | 7,620      | 12,891  | 59.11% |
| 花蓮縣秀林鄉 | 7,516      | 13,674  | 54.97% |
| 桃園市復興區 | 7,484      | 11,120  | 67.30% |
| 新竹縣尖石鄉 | 6,080      | 7,245   | 83.92% |
| 花蓮縣萬榮鄉 | 4,334      | 6,083   | 71.25% |
| 宜蘭縣南澳鄉 | 4,125      | 5,199   | 79.34% |
| 宜蘭縣大同鄉 | 3,902      | 4,995   | 78.12% |
| 苗栗縣泰安鄉 | 2,983      | 4,356   | 68.48% |
| 臺中市和平區 | 2,970      | 10,210  | 29.09% |
| 新竹縣五峰鄉 | 2,867      | 3,985   | 71.94% |
| 新竹縣竹東鎮 | 2,603      | 88,355  | 2.95%  |
| 桃園市大溪區 | 2,982      | 93,871  | 3.18%  |
| 南投縣埔里鎮 | 1,623      | 78,226  | 2.07%  |
| 花蓮縣吉安鄉 | 1,607      | 75,913  | 2.12%  |
| 新北市烏來區 | 1,546      | 3,463   | 44.64% |
| 雲林縣斗六市 | 1,305      | 102,818 | 1.27%  |
| 花蓮縣卓溪鄉 | 1,292      | 5,529   | 23.37% |
| 花蓮縣新城鄉 | 1,223      | 26,754  | 4.57%  |
| 桃園市平鎮區 | 1,504      | 220,665 | 0.68%  |
| 桃園市龍潭區 | 1,222      | 119,626 | 1.02%  |
| 桃園市中壢區 | 1,791      | 394,421 | 0.45%  |
| 桃園市龜山區 | 531        | 151,453 | 0.35%  |
| 花蓮縣花蓮市 | 902        | 95,888  | 0.94%  |
| 桃園市八德區 | 1,199      | 191,536 | 0.63%  |
| 桃園市桃園區 | 1,170      | 432,316 | 0.27%  |
| 新北市新店區 | 660        | 288,701 | 0.23%  |
| 宜蘭縣宜蘭市 | 577        | 90,293  | 0.64%  |
| 臺中市北屯區 | 569        | 214,117 | 0.27%  |
| 桃園市楊梅區 | 811        | 163,107 | 0.50%  |
| 桃園市蘆竹區 | 398        | 157,891 | 0.25%  |
| 桃園市大園區 | 215        | 86,609  | 0.25%  |
| 桃園市新屋區 | 70         | 48,697  | 0.14%  |
| 桃園市觀音區 | 324        | 65,390  | 0.50%  |

## 附註
1. ↑  臺灣原住民族中另一有紋面習俗的民族為賽夏族，但據說其為模仿泰雅族而為之，且僅於額頭施刺，並不及下巴與雙頰。[4]:9
2. ↑  同祖群（qotox malxo）為同一高祖父組成的近親群，其內同輩的從兄弟姊妹禁止通婚。[9]:65